# Etničke grupe Islanda
Na Islandu je 2008. živjelo 303.000 ljudi (UN Country Population; 2008.), a prepoznato je deset većih narodnosti:
- Angloamerikanci, 1500
- Britanci 1000
- Filipinci 600
- Nijemci 1000
- Islanđani 278.000
- Norvežani 900
- Poljaci 1900 (imigranti[1])
- Rusi 800
- Šveđani 1700
- Taji 500 (imigranti[2]).

## Vanjske poveznice
- Iceland